# Cantone di Saint-Péray
Il Cantone di Saint-Péray era un cantone francese dell'arrondissement di Tournon-sur-Rhône.
A seguito della riforma approvata con decreto del 13 febbraio 2014, che ha avuto attuazione dopo le elezioni dipartimentali del 2015, è stato soppresso.

## Composizione
Comprendeva i comuni di:
- Alboussière
- Champis
- Châteaubourg
- Cornas
- Guilherand-Granges
- Saint-Péray
- Saint-Romain-de-Lerps
- Saint-Sylvestre
- Soyons
- Toulaud